# ارازمو کارلوس
اِرازمو کارلوس (پرتغالی: Erasmo Carlos؛ زادهٔ ۵ ژوئن ۱۹۴۱) خواننده-ترانه‌پرداز و بازیگر اهل برزیل است. وی از سال ۱۹۵۸ میلادی تاکنون مشغول فعالیت بوده‌است. وی از دوستان نزدیک و همکاران روبرتو کارلوس است (رابطهٔ خویشاوندی ندارند) و با همکاری هم، چندین ترانه خلق کرده‌اند.